# Ruetz
Ruetz je asi 35 km dlouhý levý přítok řeky Sill v Tyrolsku.

## Historie
První písemná zmínka, kdy je řeka zmíněna jako Rutzein, pochází z doby kolem roku 1250.

## Popis
Řeka vzniká soutokem zdrojnic Fernaubach a Mutterbergbach, které vytékají z ledovce Stubai. Soutok se nachází v Muterberg v těsné blízkosti údolních stanic lyžařského areálu. Řeka protéká severovýchodním směrem z údolí Mutterberg (Mutterbergtal) do údolí Unterberg (Unterbergtal) nejvyššími úseky údolí Stubai (Stubaital). Mezi obcemi Milders a Neustift přijímá zleva přítok Oberberg (Oberbergbach) u Neder zprava přítok Pinnis (Pinnisbach). V obci Fulpmes, kterou obtéká, přibírá zleva potok Schlicker (Schlickerbach) a zařezává se hluboko do údolí. U obce Schönberg v údolí Stubai se stáčí na sever a protéká úzkou roklí rovnoběžně s řekou Sill. Následně protéká pod mostem Stephansbrücke a vlévá se do řeky Sill v údolí Wipptal. Na soutoku řek se stýkají území městských částí Schönberg, Mutters a Innsbruck.
Řeka Ruetz měří 34,7 km k soutoku potoků Fernaubach a Mutterbergbach, s nejdelší zdrojnicí Daum kogel fernerbach měří 38,8 km a překonává výškový rozdíl 2000 m.
Rozloha povodí je 320,9 km², z toho 24,6 (7,7 % k roku 2007) připadá na ledovec. Odvedením vod říčky Alpeiner, horního toku Oberberg, do nádrže Längental, patřící k elektrárenské skupině Sellrain-Silz, se zmenšilo území povodí o 23,7 km². Nejvyšším bodem povodí je Zuckerhütl (3507 m n. m.).
Průměrný průtok měřený 20 km od ústí je 5,31 m³/s. Průtok je závislý na tání ledovců, kdy v zimních měsících je výrazně nižší, na jaře vzrůstá a největší je v letních měsících. Nejvyšší měsíční průtok je v červenci se 14,2 m³/s a nejnižší je v únoru s 0,58 m³/s. Průměrný průtok ve Fulpmes je 9,52 m³/s.

## Ekonomické využití
V letech 1912 až 1983 byla voda Ruetz vedena z Fulpmes akvaduktem do Schönbergu a odtud tlakovým potrubím do elektrárny Ruetz (Ruetzkraftwerk) za účelem výroby trakčního proudu pro železnici. Šachtová elektrárna ve Fulpmes vyrábí od roku 1983 elektřinu pro ÖBB, mimo jiné dodává elektrickou energii Brennerské železnici.

## Turismus
V údolí Unterberg začíná u nízkého stupňovitého vodopádu Ruetz (katarakt Ruetz) turistická trasa Wild Wasser Weg podél říčky Ruetz až k vodopádu Grawa v blízkosti chaty Grawa Alm a dále až k ledovci Stubai. Vodopád Grawa je 180 m vysoký a 85 m široký a nachází se na říčce Sulzau (Sulzenaubach). 

## Galerie

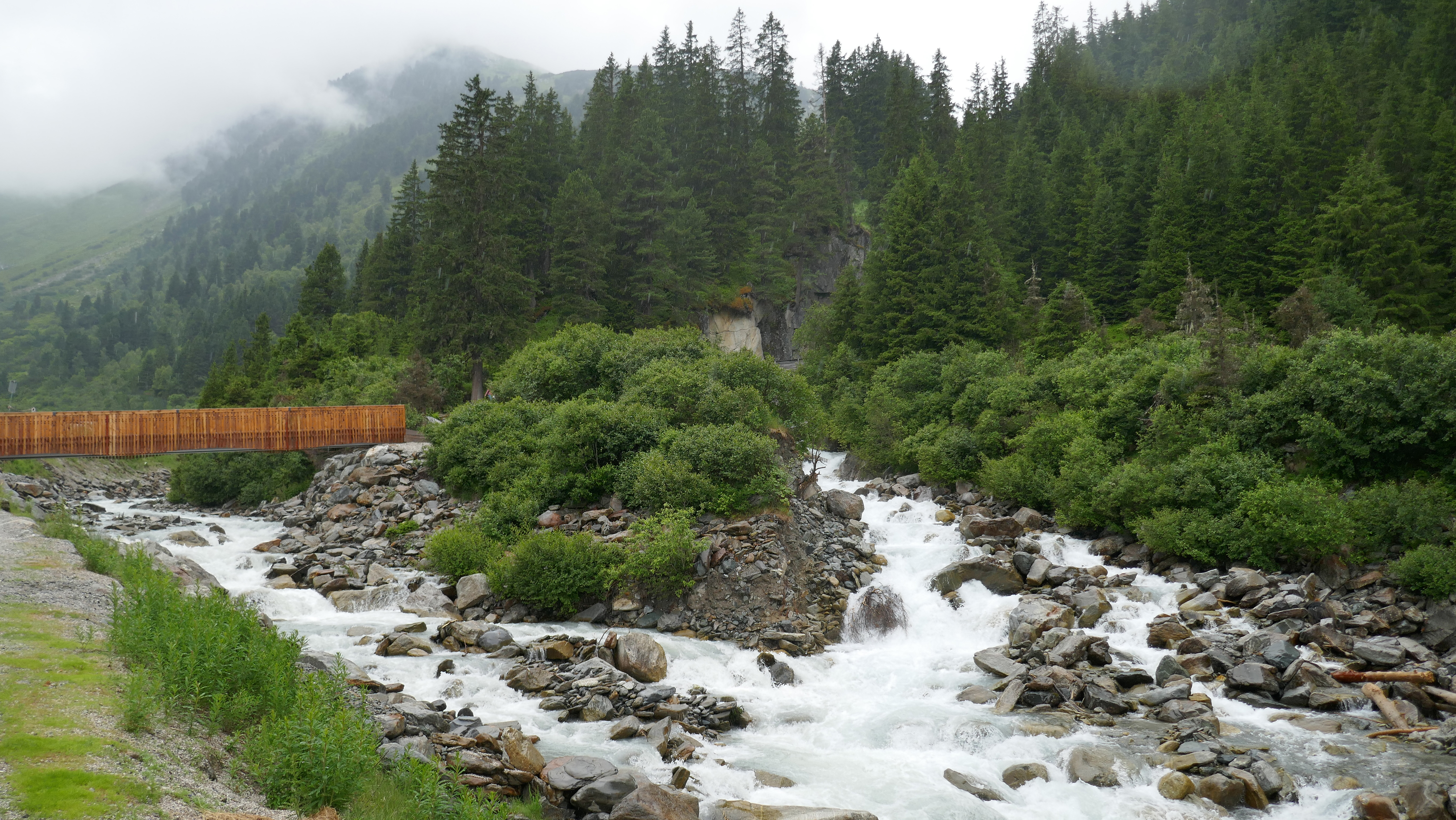
Soutok zdrojnic Fernaubach a Mutterbergbach
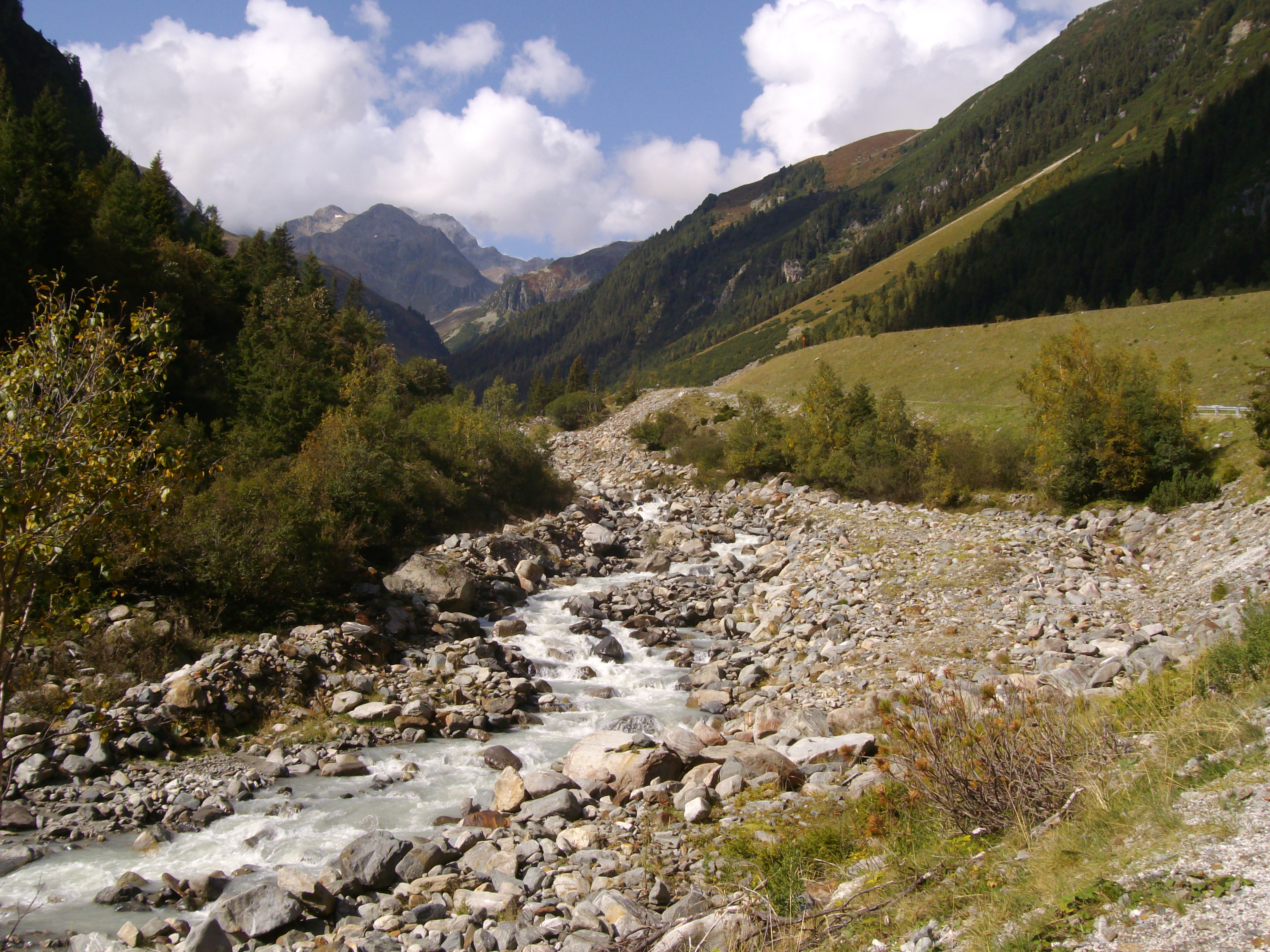
Ruetz v údolí Unterbergtal
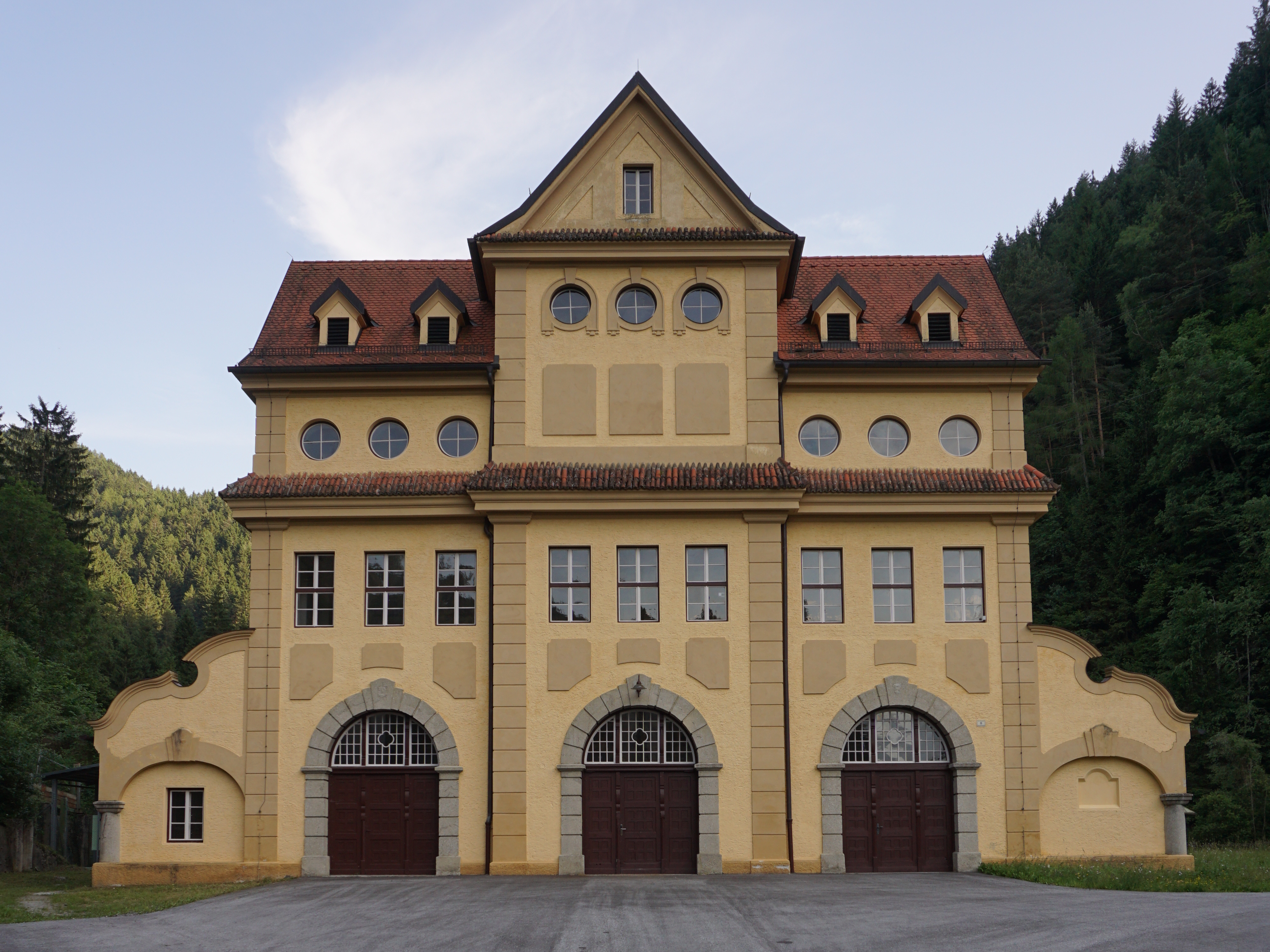
Elektrárna Ruetz-Kraftwerkes
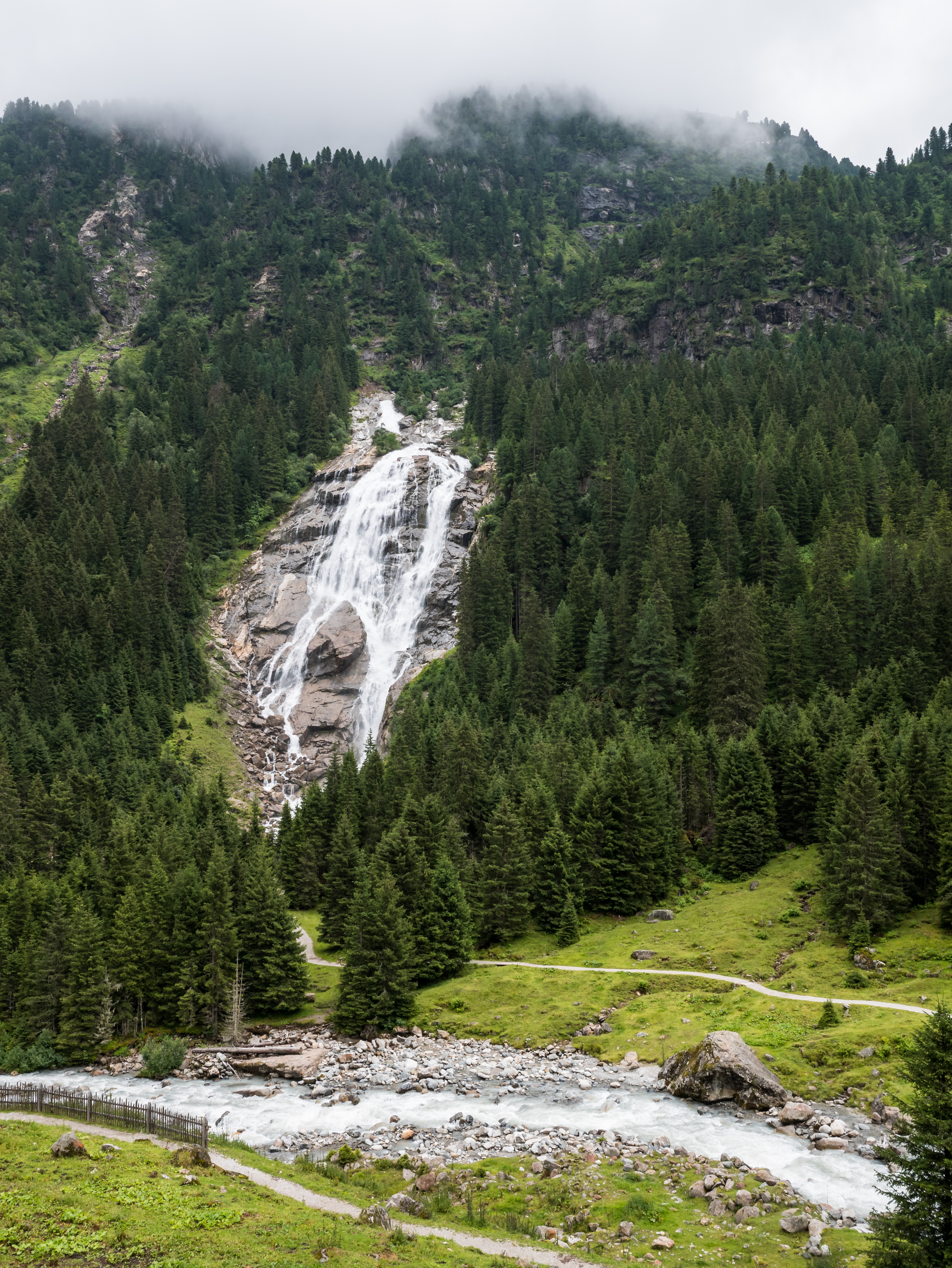
Vodopád Grawa